# Atypus yaozu
Espèce
Atypus yaozu est une espèce d'araignées mygalomorphes de la famille des Atypidae.

## Distribution
Cette espèce est endémique du Hunan en Chine,. Elle se rencontre dans le xian de Yizhang.

## Description
Le mâle holotype mesure 10,70 mm et la femelle paratype 17,38 mm.

## Systématique et taxinomie
Cette espèce a été décrite par Wu, Liu, Huang, Yin et Xu en 2025.

## Étymologie
Son nom d'espèce lui a été donné en référence au lieu de sa découverte, Yaozu.

## Publication originale
- Wu, Liu, Huang, Yin & Xu, 2025 : « New species of the purse‑web spider genus Atypus Latreille, 1804 from southern China (Araneae, Atypidae), with the general natural history of Atypus spiders. » Insects, vol. 16, no 301, p. 1-31.